# Kreis Czarnikau

Die Kreise Czarnikau und Filehne in den Grenzen von 1887 bis 1920

Der Kreis Czarnikau war von 1816 bis 1920 ein preußischer Landkreis im Regierungsbezirk Bromberg der Provinz Posen. Heute liegt das ehemalige Kreisgebiet in der polnischen Woiwodschaft Großpolen.

## Verwaltungsgeschichte

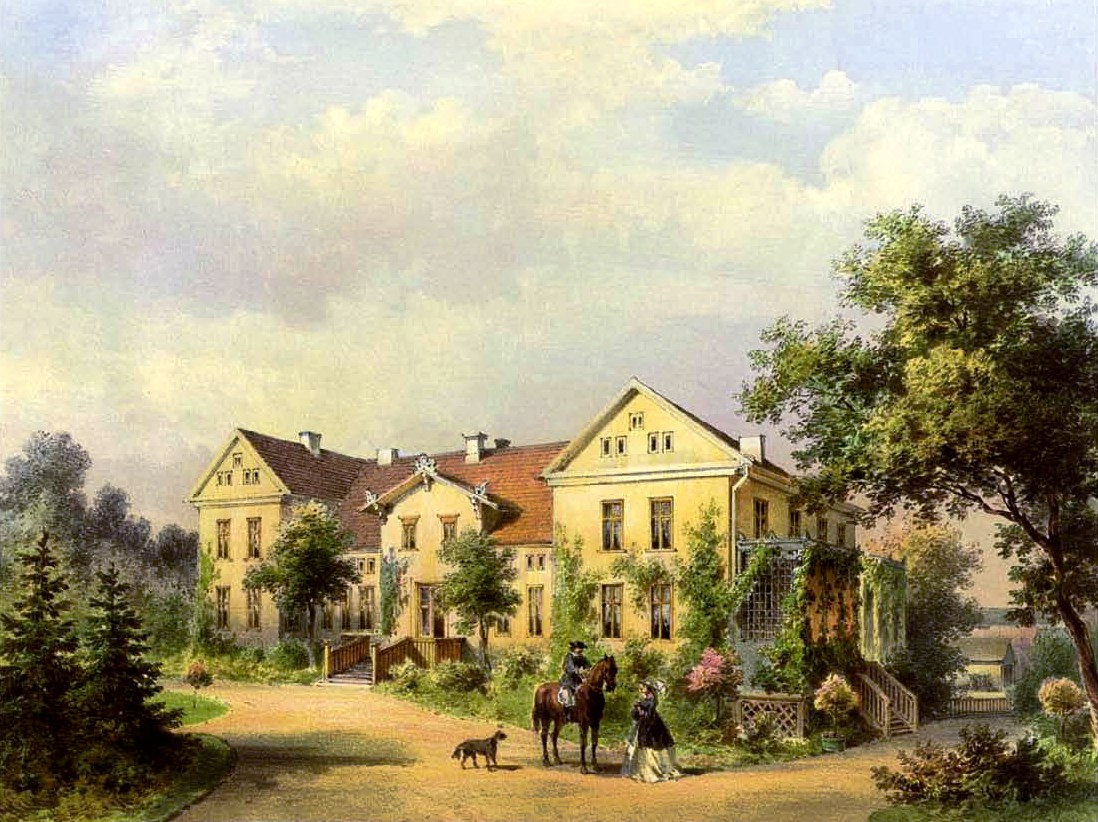
Gut Nothwendig um 1860, Sammlung Alexander Duncker

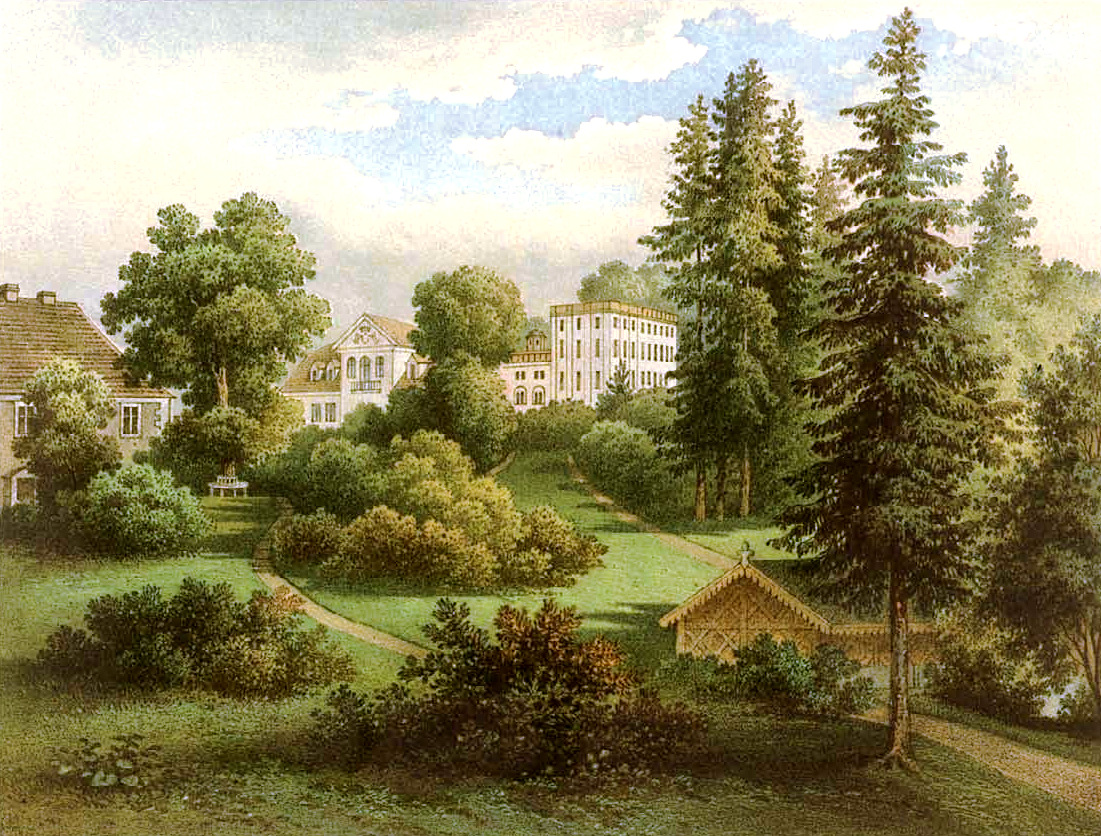
Rittergut Behle um 1860, Sammlung Alexander Duncker

Das Kreisgebiet gehörte ursprünglich zum Kreis Deutsch Krone im Netzedistrikt, der durch die erste polnische Teilung 1772, mit der die Wiedervereinigung des preußischen Staatsgebiets einherging, zu Preußen gekommen war.  Im Rahmen der preußischen Provinzialbehörden-Verordnung vom 30. April 1815 und ihren Ausführungsbestimmungen kam der Südteil des alten Kreises Deutsch Krone zum Regierungsbezirk Bromberg der Provinz Posen. Aus diesem Gebiet wurde zum 1. Juli 1816 der Kreis Czarnikau gebildet. Bei einer weiteren Kreisreform in der Provinz Posen wurde der Kreis Czarnikau zum 1. Januar 1818 neu zugeschnitten, wobei unter anderem aus der Osthälfte des Kreises der neue Kreis Chodziesen gebildet wurde. Der Kreis Czarnikau umfasste seitdem die Städte Czarnikau, Filehne, Radolin und Schönlanke, das Domänenamt Schönlanke sowie eine Reihe von adligen Gütern. Das Landratsamt wurde in Czarnikau eingerichtet.
Am 1. Oktober 1887 wurde aus der Westhälfte des Kreises Czarnikau der neue Kreis Filehne gebildet.
Durch den Versailler Vertrag wurde das Kreisgebiet am 10. Januar 1920 geteilt. Das Gebiet südlich der Netze kam als Powiat Czarnków zu Polen. Das Gebiet nördlich der Netze verblieb im Deutschen Reich und wurde Teil des Netzekreises in der Provinz Grenzmark Posen-Westpreußen.

## Einwohnerentwicklung
| Jahr | Einwohner | Quelle |
| ---- | --------- | ------ |
| 1818 | 29.068    | [ 5 ]  |
| 1846 | 56.750    | [ 6 ]  |
| 1871 | 69.057    | [ 7 ]  |
|      |           |        |
| 1890 | 38.678    | [ 8 ]  |
| 1900 | 39.585    | [ 8 ]  |
| 1910 | 42.287    | [ 8 ]  |

## Politik

### Landräte
- 1818–182100von Zawadzki
- 1821–182400von Dembinski
- 1824–183800Riedel
- 1838–184400von Hoheneck
- 1844–184900Woldemar Junker von Ober-Conreuth (1819–1898)
- 1849–185300Albert von Puttkamer (1797–1861)
- 1853–186400Arthur von Knobloch (1825–1901)
- 1864–187200Eduard von Young (1815–1886)[9]
- 1872–187800Wilhelm von Müffling (1839–1912)
- 1878–188700Johann Kaspar von Boddien
- 1887–190800Hellmuth von Bethe (1842–1914)
- 1908–192000Georg Rauschning (1876–1956)

### Wahlen
Im Deutschen Reich bildete die Kreise Czarnikau und Kolmar in den Grenzen von 1871 den Reichstagswahlkreis Bromberg 1. Der Wahlkreis wurde bis auf eine Ausnahme immer von den Konservativen gewonnen:
- 187100Adelbert von der Schulenburg-Filehne, Konservative Partei
- 187400Leberecht von Klitzing, Konservative Partei
- 187700Axel von Colmar, Deutschkonservative Partei
- 187800Axel von Colmar, Deutschkonservative Partei
- 188100Axel von Colmar, Deutschkonservative Partei
- 188400Axel von Colmar, Deutschkonservative Partei
- 188700Axel von Colmar, Deutschkonservative Partei
- 189000Axel von Colmar, Deutschkonservative Partei
- 189300Axel von Colmar, Deutschkonservative Partei
- 189800Albert Ernst, Freisinnige Vereinigung
- 190300Max Zindler, Deutschkonservative Partei
- 190700Max Zindler, Deutschkonservative Partei
- 191200Emil Ritter, Deutschkonservative Partei

## Städte und Gemeinden
Vor dem Ersten Weltkrieg umfasste der Kreis Czarnikau die folgenden Städte und Gemeinden:
| - Althütte - Antoniewo - Behle NE - Belsin - Briesen - Buchwerder NE - Carolina NE - Ciszkowo - Czarnikau, Stadt - Dembe - Fitzerie - Floth NE - Fratzig NE - Friedrichsau - Gembitz | - Gembitzhauland - Goray - Guhren - Hammer NE - Hamrzysko - Hüttchen NE - Kamionka - Karolina NE - Klempitz - Krucz - Krucz Hauland - Kruszewo - Lemnitz NE - Lubasz | - Malzmühle - Mikolajewo - Milkowo - Milkowo Hauland - Neudorf NE - Neusarben - Niekosken NE - Nowina - Prusinowo - Putzighauland NE - Radolin NE - Radosiew NE - Romanshof, Obergemeinde - Romanshof, Untergemeinde | - Runau NE - Sarben - Schönlanke, Stadt NE - Smieszkowo - Sokolowo - Sophienberg NE - Staykowo (Stajkowo) - Stieglitz NE - Straduhn NE - Theerofen NE - Theresia NE - Walkowitz - Zaskerhütte NE |

Die mit  NE gekennzeichneten Gemeinden verblieben 1920 im Deutschen Reich und kamen zum Netzekreis.
Zum Kreis gehörten außerdem zahlreiche Gutsbezirke.
Einige Ortsnamen wurden zu Beginn des 20. Jahrhunderts germanisiert:
Krucz → Krutsch (1905)
Lubasz → Lubasch (1907)
Smieszkowo → Lindenheim (1907)